# Wabasso millidgei
Wabasso millidgei är en spindelart som beskrevs av Kirill Yeskov 1988. Wabasso millidgei ingår i släktet Wabasso och familjen täckvävarspindlar. Inga underarter finns listade i Catalogue of Life.